# مسابقات قهرمانی تکواندو جهان ۱۹۷۵
مسابقات قهرمانی تکواندو جهان ۱۹۷۵ دومین دورهٔ مسابقات قهرمانی تکواندو جهان می‌باشد که از ۲۸ تا ۳۱ اوت در سئول، کره جنوبی با شرکت ۱۶۵ ورزشکار از ۳۰ کشور برگزار گردید.

## خلاصه مدال‌ها
| رویداد | طلا                         | نقره                           | برنز                                  |
| ------ | --------------------------- | ------------------------------ | ------------------------------------- |
| ۴۸– ک‌گ | Hwang Soo-yong · کرهٔ جنوبی  | Jaime de Pablos · مکزیک        | Liu Ching-wen · جمهوری چین            |
| ۴۸– ک‌گ | Hwang Soo-yong · کرهٔ جنوبی  | Jaime de Pablos · مکزیک        | Hideshi Yamane · ژاپن                 |
| ۵۳– ک‌گ | Han You-keun · کرهٔ جنوبی    | Liu Chin-chien · جمهوری چین    | Jaime Martin · فیلیپین                |
| ۵۳– ک‌گ | Han You-keun · کرهٔ جنوبی    | Liu Chin-chien · جمهوری چین    | Moritz Von Nacher · مکزیک             |
| ۵۸– ک‌گ | Son Tae-hwan · کرهٔ جنوبی    | Ramiro Guzmán · مکزیک          | Dennis Robinson · ایالات متحده آمریکا |
| ۵۸– ک‌گ | Son Tae-hwan · کرهٔ جنوبی    | Ramiro Guzmán · مکزیک          | Hubert Leuchter · آلمان غربی          |
| ۶۳– ک‌گ | Lee Gyeo-sung · کرهٔ جنوبی   | Wolfgang Dahmen · آلمان غربی   | Martin Hall · استرالیا                |
| ۶۳– ک‌گ | Lee Gyeo-sung · کرهٔ جنوبی   | Wolfgang Dahmen · آلمان غربی   | Hossein Rabizadeh · ایران             |
| ۶۸– ک‌گ | Yoo Yong-hap · کرهٔ جنوبی    | Michael Adey · استرالیا        | Wang Tieh-cheng · جمهوری چین          |
| ۶۸– ک‌گ | Yoo Yong-hap · کرهٔ جنوبی    | Michael Adey · استرالیا        | Emmanuel Paman · ساحل عاج             |
| ۷۳– ک‌گ | Hur Song · کرهٔ جنوبی        | Liang Ping-hui · جمهوری چین    | A. F. Odut · اوگاندا                  |
| ۷۳– ک‌گ | Hur Song · کرهٔ جنوبی        | Liang Ping-hui · جمهوری چین    | Théophile Dossou · ساحل عاج           |
| ۸۰– ک‌گ | Yang Young-kwon · کرهٔ جنوبی | Steve Pound · گوآم             | Alejandro Chacón · کاستاریکا          |
| ۸۰– ک‌گ | Yang Young-kwon · کرهٔ جنوبی | Steve Pound · گوآم             | Chang Hsiang-hsing · جمهوری چین       |
| ۸۰+ ک‌گ | Choi Jeong-do · کرهٔ جنوبی   | Meinolf Lüttecken · آلمان غربی | Lin Ying-peng · جمهوری چین            |
| ۸۰+ ک‌گ | Choi Jeong-do · کرهٔ جنوبی   | Meinolf Lüttecken · آلمان غربی | Carl Pluckham · استرالیا              |

## جدول مدال‌ها
| رتبه            | کشور                | طلا | نقره | برنز | مجموع |
| --------------- | ------------------- | --- | ---- | ---- | ----- |
| ۱               | کرهٔ جنوبی           | ۸   | ۰    | ۰    | ۸     |
| ۲               | جمهوری چین          | ۰   | ۲    | ۴    | ۶     |
| ۳               | آلمان غربی          | ۰   | ۲    | ۱    | ۳     |
| ۳               | مکزیک               | ۰   | ۲    | ۱    | ۳     |
| ۵               | استرالیا            | ۰   | ۱    | ۲    | ۳     |
| ۶               | گوآم                | ۰   | ۱    | ۰    | ۱     |
| ۷               | ساحل عاج            | ۰   | ۰    | ۲    | ۲     |
| ۸               | اوگاندا             | ۰   | ۰    | ۱    | ۱     |
| ۸               | ایالات متحده آمریکا | ۰   | ۰    | ۱    | ۱     |
| ۸               | ایران               | ۰   | ۰    | ۱    | ۱     |
| ۸               | فیلیپین             | ۰   | ۰    | ۱    | ۱     |
| ۸               | ژاپن                | ۰   | ۰    | ۱    | ۱     |
| ۸               | کاستاریکا           | ۰   | ۰    | ۱    | ۱     |
| مجموع (۱۳ کشور) | مجموع (۱۳ کشور)     | ۸   | ۸    | ۱۶   | ۳۲    |